# Oben (Lied)
Oben ist ein Lied der deutschen Pop- und Schlagersängerin Vanessa Mai aus dem Jahr 2023. Das Stück ist die erste Singleauskopplung aus ihrem zehnten Studioalbum Matrix.

## Entstehung und Artwork
Das Lied wurde gemeinsam von Berislaw Audenaerd, Steven Fritsch, Hannes Sigl und Jan Niklas Simonsen geschrieben. Die Produktion erfolgte unter der Leitung von Florian Apfl, Matthias Distel (Ikke Hüftgold), Stephan Endemann und Dominik de Leon. Während Mai hierbei erstmals mit allen Autoren sowie Endemann zusammenarbeitete, waren die übrigen drei Produzenten bereits für die Produktion der vorangegangenen Single Geiles Life (Oktober 2023) zuständig. Ikke Hüftgold und Dominik de Leon arbeiteten zudem für die Single Igel (September 2023) mit Mai zusammen. Neben seiner Produzententätigkeit zeichnete Endemann zudem für die Abmischung und das Mastering verantwortlich. Apfl und de Leon fungierten darüber hinaus auch als Tonmeister.
Auf dem Frontcover der Single ist – neben Liedtitel und Interpretenangabe – ein Ausblick auf ein Meer bei blauen Himmel zu sehen. Die Fotografie wird allerdings auf dem Kopf dargestellt.

## Veröffentlichung und Promotion
Die Erstveröffentlichung von Oben erfolgte als Single am 17. November 2023. Diese erschien als digitaler Einzeltrack zum Download und Streaming bei Ariola (Katalognummer: 19687158499). Der Vertrieb erfolgte durch Sony Music Entertainment; verlegt wurde das Lied durch Edition Team Belgien, Das Maschine, Sony Music Publishing, Universal Music Publishing sowie We Publish Music. Am 3. Mai 2024 erschien das Lied als Teil von Mais zehntem Studioalbum Matrix, dessen erste Singleauskopplung es ist.
Erstmals angekündigt hat Mai die Veröffentlichung von Oben über die sozialen Medien am 11. November 2023. Um das Lied zu bewerben, erfolgte unter anderem ein Liveauftritt zur Hauptsendezeit in der Giovanni Zarrella Show auf ZDF am 18. November 2023.

## Inhalt
| „Ich schau’ nach oben. Schon wieder nach oben. Ich würd’ dir so gern diese Frage stell’n. Bist du da oben? Sag mir, bist du da oben? Doch wenn die Antwort nein ist, will ich sie nicht kenn’n.“ – Refrain, Originalauszug | Der Liedtext zu Oben ist in deutscher Sprache verfasst. Die Musik und der Text wurden gemeinsam von Berislaw Audenaerd, Steven Fritsch, Hannes Sigl und Jan Niklas Simonsen komponiert beziehungsweise getextet. Musikalisch bewegt sich das Lied im Bereich der Popmusik, mit Drum-’n’-Bass- sowie Up-tempo-Elementen. Das Tempo beträgt 168 Schläge pro Minute. Die Tonart ist as-Moll. Inhaltlich sei Oben eine Hommage an jene, die nicht mehr unter uns seien; und gleichzeitig eine Erinnerung daran, dass ihre Liebe und ihr Geist weiterlebe. „Oben“ steht dabei als sprachliches Synonym für den Himmel. Mai stellt sich im Refrain immer wieder die Frage, ob diese Person im Himmel sei („Sag mir, bist du da oben?“). In den Strophen singt sie davon, wie sie sich die vergangene Zeit nochmals herbeisehne („Ich würd die Zeit so gern nochmal auf Anfang dreh’n“), Erinnerungen kein Ersatz für die Wirklichkeit sei („Deine Bilder können mich nicht in die Arme nehm’n“) und sie versuche dem Menschen so nah wie möglich zu kommen („Ich such’ den höchsten Punkt der Stadt“). Mai selbst beschrieb Oben als Titel für all jene Menschen, die jemanden vermissen und sie immer noch im Herzen tragen würden, der aber nicht mehr auf dieser Erde weile. Die Inspiration hierzu sei durch Menschen aus dem „Maiteam“, den Menschen um sie herum und ihren Fans, gekommen. Weiter betonte sie, dass manchmal das Zuhören, eine Umarmung oder eben ein Lied ausreichen könne, um Trost und Verständnis auszudrücken. Dieses Lied spiegele genau das wider: „ein tiefes Verständnis für die Gefühle von Verlust und Sehnsucht, verbunden mit der Wärme und Nähe, die Musik bieten kann“. |

Aufgebaut ist das Lied auf zwei Strophen, einem Refrain und einem Outro. Es beginnt mit der ersten Strophe, die als Siebenzeiler geschrieben wurde. An diese schließt sich zunächst der sechszeilige Prechorus an, ehe der eigentliche Refrain einsetzt. Dieser setzt sich ebenfalls aus sechs Zeilen zusammen. Der gleiche Aufbau wiederholt sich mit der zweiten Strophe, allerdings wird der zweite Refrain in einer erweiterten Fassung dargeboten, indem sich die erste Zeile einmal wiederholt. Nach dem zweiten Refrain endet das Lied mit dem Outro, welches sich aus einer Wiederholung der letzten beiden Zeilen des Refrains zusammensetzt.

## Mitwirkende
| Liedproduktion - Florian Apfl: Aufnahme, Musikproduktion - Berislaw Audenaerd: Komposition, Liedtext - Matthias Distel (Ikke Hüftgold): Musikproduktion - Stephan Endemann: Abmischung, Mastering, Musikproduktion - Steven Fritsch: Komposition, Liedtext - Dominik de Leon: Aufnahme, Musikproduktion - Vanessa Mai: Gesang - Hannes Sigl: Komposition, Liedtext - Jan Niklas Simonsen: Komposition, Liedtext | Unternehmen - Ariola: Musiklabel - Edition Team Belgien: Musikverlag - Das Maschine: Musikverlag - Sony Music Entertainment: Vertrieb - Sony Music Publishing: Musikverlag - Universal Music Publishing: Musikverlag - We Publish Music: Musikverlag |

## Rezensionen
Mirco Clapier vom Münchener Radio- und Musikmagazin Deine Schlagerwelt ist der Meinung, dass Mai mit Oben einen Titel geschaffen habe, der tief ins Herz treffe. Das Lied sei eine Balance aus Melancholie und Hoffnung, ein musikalisches Werk, das Traurigkeit in etwas Tröstliches verwandele. Trotz seiner melancholischen Untertöne behalte der Titel dank seiner „Uptempo-Beats“ und „Drum ’n’ Bass“-Elemente eine lebhafte Energie, die die schönen Erinnerungen an geliebte Menschen hervorhebe. Mais Fähigkeit, solche Emotionen in Musik zu übersetzen, mache Oben zu einem besonderen Erlebnis. Durch dieses Lied schaffe Mai eine Brücke zwischen Vergangenheit und Gegenwart und biete den Zuhörern einen musikalischen Raum, um zu trauern, zu erinnern und zu heilen. Mit Oben habe sie ein Stück geschaffen, das nicht nur das Herz berührt, sondern auch eine tiefe Verbundenheit mit den Zuhörern schaffe, die ähnliche Erfahrungen durchlebt hätten.